# Los Remedios (Granada)
Los Remedios es una localidad y pedanía española perteneciente al municipio de Cúllar Vega, en la provincia de Granada. Está situada en la parte central de la comarca de la Vega de Granada. Anexa a esta localidad se encuentra el núcleo de Ambroz, y un poco más alejados están Purchil, Cúllar Vega capital, Belicena, El Ventorrillo y Churriana de la Vega.
En la práctica, es un barrio de Ambroz, perteneciente al municipio de Vegas del Genil, pero que se sitúa administrativamente en el término de Cúllar Vega, muy próximo al río Dílar. Se produce una situación inversa en la localidad cullera de El Ventorrillo, donde varias calles pertenecen al municipio de Vegas.

## Demografía
Según el Instituto Nacional de Estadística de España, en el año 2020 Los Remedios contaba con 125 habitantes censados, lo que representa el 1,66% de la población total del municipio.

### Evolución de la población
| Gráfica de evolución demográfica de Los Remedios entre 2013 y 2020 |
|                                                                    |
| Datos según el nomenclátor publicado por el INE.                   |